# Постельный приказ
Постельный приказ — приказ Московского царского двора, который ведал всем, что имело отношение к царской постели. Он подчинялся царскому постельничему. В сочинении чиновника Посольского приказа Григория Котошихина о Московском государстве Постельный приказ среди других кремлёвских приказов не упоминается. Вероятно, в середине XVII века эта структура уже была упразднена. Её возникновение относят ко времени правления Ивана III, учредившего должность постельничего — это подтверждается данными из Древней Российской Вивлиофики, согласно которым в боярских книгах Постельный приказ начинает фигурировать с 1573 года. Насколько важной была эта структура, свидетельствует всё тот же Котошихин, по словам которого, печать «для скорых и тайных его царских дел» хранилась именно у царского постельничего.
Как особое учреждение, Постельный приказ сложился при Алексее Адашеве, реформировавшем весь аппарат государственного управления. В то время его главой был Игнатий Вешняков, ближайший друг и сподвижник Адашева. С давних пор постельничие ведали «царской постелью», т. е. царским гардеробом. Им подчинялись многочисленные дворцовые мастерские, в которых трудились портные, скорняки, колпачники, «чеботники» и другие искусные мастера. В ведении Постельного приказа были не только бытовые, но и о духовные нужды царской семьи. Его штаты включали несколько десятков голосистых певчих, составлявших придворную капеллу.
Ко времени введения опричнины Постельное ведомство чрезвычайно разрослось. За его высшими служителями числилось более 5 тыс. четвертей поместной земли. Через руки постельничего проходили крупные денежные суммы. На одно лишь жалованье служителям и мастерам приказ тратил до тысячи рублей в год.
Постельничим мог быть лишь расторопный и вездесущий человек, способный обставить жизнь царской семьи с неслыханной роскошью. Дмитрий Годунов вполне подходил для такой роли. Царь Иван дорожил домашними удобствами и не мог обойтись без его услуг. Постельный приказ заботился о быте и одновременно о повседневной безопасности первой семьи государства. В годы опричнины эта последняя функция приобрела особое значение (Скрынников Р. Г. Россия после опричнины. Л., 1975, с. 11). Согласно «штатному расписанию» 1573 г., постельничему подчинялись постельные, комнатные, столовые и водочные сторожа, дворцовые истопники и прочая прислуга. В дворцовую стражу принимали лишь самых надёжных и проверенных людей. Постельный приказ отвечал за охрану царских покоев в ночное время. С вечера постельничий лично обходил внутренние дворцовые караулы, после чего укладывался с царём «в одном покою вместе» (Исторический архив, т. IV. М.-Л., 1949, с. 30-37; ср.: Котошихин Г. О России в царствование Алексея Михайловича. СПб., 1906, с. 294).